# Кастов, Александр Матвеевич
Александр Матвеевич Кастов (25 июля 1898 года, Полоцк, Витебская область — неизвестно) — советский военный деятель, Полковник (1942 год).

## Биография
Александр Матвеевич Кастов родился 25 июля 1898 года в Полоцке Витебской губернии.

### Гражданская война
В марте 1919 года был призван в ряды РККА, после чего был направлен на учёбу Петроградские кавалерийские командные курсы, после окончания которых принимал участие в боевых действиях на Западном и Южном фронтах, а также против повстанцев на Украине, находясь на должности адъютанта начальника кавалерийской дивизии.

### Межвоенное время
В июле 1923 года был назначен на должность помощника начальника школы младшего начсостава при 6-м отдельном пограничном батальоне.
В январе 1924 года был направлен на учёбу в Высшую школу физобразования, после окончания которой исполнял должность инструктора кавалерийского дела Псковского и Себежского пограничных отрядов. С июня 1927 года служил в Псковском пограничном отряде на должностях начальника заставы, адъютанта заставы и помощника уполномоченного отряда по службе войск, а в октябре 1931 года был назначен на должность старшего уполномоченного отряда по службе войск Петрозаводского пограничного отряда.
В декабре 1933 года был направлен на учёбу в Высшей пограничной школы НКВД, после окончания которой с мая 1935 года исполнял должность инспектора организационно-мобилизационного отделения, а затем был назначен на должность начальника 1-го отделения 4-го отдела штаба войск НКВД Дальневосточного военного округа.
Александр Матвеевич Кастов в октябре 1938 года был уволен в запас.

### Великая Отечественная война
В июле 1941 года был вторично призван в ряды РККА и был назначен на должность начальника штаба 2-го стрелкового полка (3-я стрелковая дивизия народного ополчения), после чего принимал участие в боевых действиях в Карелии. В ноябре того же года был назначен на должность начальника разведывательного отделения штаба 314-й стрелковой дивизии, а в мае 1942 года — на должность начальника штаба этой дивизии. В январе 1943 года дивизия принимала участие в ходе наступательной операции по прорыву блокады Ленинграда .
В марте 1944 года полковник Кастов был назначен на должность начальника штаба 6-го стрелкового корпуса.
В марте – апреле 1944 года 6 стрелковый корпус  участвовал в боях за расширение и удержание стратегически важного плацдарма на западном берегу реки  Нарва  в полосе немецкой оборонительной линии «Пантера». 
К 26. 3. 44 г. боевые действия на плацдарме вели  8-я армия и   59-я  армия  Ленинградского фронта,   6 ск находился в подчинении  59 а и вёл бои в восточной части плацдарма. 
Для ликвидации плацдарма немцы собрали группу, состоящую из частей 6-и пехотных, 1-й моторизованной дивизии и 502-го батальона танков «Тигр»
Первый немецкий удар был нанесен 23 -26 марта 44 г. против западной части плацдарма.  Удар завершился частичным  успехом наступавших,   но плацдарм  ликвидировать не удалось  .
С 6.4.1944 г. по   24.4.1944 г. Кастов исполнял обязанности командира 6 стрелкового корпуса .
Второе наступление немецкие части  предприняли  6.4.44 г.  против восточной части плацдарма, где держал  оборону 6 ск,  нанося главный удар  силами до 5 пехотных дивизий и до 90 танков.  В результате трехдневных ожесточенных боев противнику удалось срезать выступ советских оборонительных позиций  площадью 6.5 кв.км.,  но дальнейшее  немецкое наступление  и его основной замысел -   ликвидация советского плацдарма  западнее  реки  Нарва -    были сорваны.
9.4.44 г. 6 ск  вошел в состав 8-й армии  и с 19 по 23 апреля 1944 г.  принял участие в успешной оборонительной операции 8-й армии по отражению третьей попытки уничтожить Нарвский плацдарм .
За 10 суток была проведена огромная работа по подготовке к отражению наступления, весь участок обороны был разбит на противотанковые районы.
На оборудованных  рубежах войска 8-й армии с 19.4. по 23.4. отразили   до 17 атак, проводимых при поддержке до 100 танков, нанеся врагу большие потери в живой силе.   Было подбито и сожжено 70 танков, в т.ч. танков «Тигр» и  много другой боевой техники.  В  первый день немецкого наступления  главный удар был нанесен по позициям 374 стрелковой дивизии 6 стрелкового  корпуса, во второй день наступления по позициям  125-й стрелковой дивизии  корпуса, наиболее успешную контратаку провела 80-я стрелковая дивизия 6 ск. 
23 апреля противник,  понеся большие потери,  «не имея ни малейшего успеха…  от наступательных действий вынужден был отказаться» . На  грамотно построенных рубежах  обороны,  проявив боевую выучку  и  мужество,  советские части удержали плацдарм.  На основе немецких фотографий, сделанных во время  этих боёв,  был издан фотоальбом Panzerkampfgruppe Strachwitz. A Photographic Study of the Battles for the "Ostsack" and "Westsack" Narva 1944 (название танковой группы по фамилии командующего  группой полковника Штрахвица) .
23.4.1944 года командиром 6 ск  назначен  генерал – майор  Фадеев И.И.,  начальник штаба корпуса полковник Кастов А.М.
16 июня 1944 года корпус был передан в подчинение 23-й армии  Ленинградского фронта, участвовавшей в эти дни в  Выборгской наступательной операции. 17.6.44 г. управление 6 ск было передислоцировано из района реки Нарва на Карельский перешеек и уже 17.6.1944 года вступило в командование  13-й и 382-й стрелковыми дивизиями.
6-й стрелковый корпус принял участие в этой операции, наступая на правом фланге  войск фронта,  затем принимал участие в продолжении Выборгской операции -  сражении на реке Вуоксе (называемое так же Бои за Вуосалми) в июне—июле 1944 года .  
13.7. - 14.7.44 года дивизии корпуса переправились на захваченный к этому времени  плацдарм на левом берегу реки  Вуокса  и должны были продолжить наступление 23-й армии  .  15. 7. 44 г.,  согласно директиве Командования Ленинградским фронтом,  наступление было остановлено .   Перейдя к обороне, 15.7. 44 - 18.7.44 года части корпуса отражали беспрерывные атаки финнов,  стремившихся уничтожить захваченный советскими частями  плацдарм,  и плацдарм отстояли.
Позиционные бои на плацдарме, в которых принимал участие 6-й стрелковый корпус, продолжались  до окончания боевых действий на финском участке фронта  5 сентября 44 г.
После подписания 19 сентября 1944 года Московского перемирия  6-й стрелковый корпус выполнял задачу по охране Государственной границы с Финляндией  .
В декабре 1944 г. до назначения нового командира корпуса Романцова И.Д.  Кастов А.М. исполнял обязанности комкора.
23.12 44 года 6 ск (10 сд, 327 сд, 382 сд и др. части) вышел из подчинения 23 армии и в соответствии с директивой штаба ЛенФ № 6481 введён в состав 8-й армии  для обороны южного побережья Финского залива в границах  река Нарва - река Ягала -  Виртсу.
В феврале 1945 г. части 6 ск передислоцированы в район г. Таллин и несли службу охраны  северо- западного побережья  Эстонской ССР, южного побережья Финского залива, восточного побережья  Балтийского моря,  боевого охранения и патрулирования в местах дислокации,  с готовностью нанесения контрударов в направлении Нарва, Таллин, Пярну.
С 16.4.1945 года корпус передан в резерв Ленинградского фронта во время подготовки Ленинградского фронта к проведению операции по уничтожению  Курляндского котла,  которая,   в связи с победой в  Великой Отечественной войне,   не была проведена  . 
В сентябре 1945 года начинается вывод частей корпуса к новому месту дислокации в г. Сталинграде

### Послевоенная карьера
После окончания войны полковник Кастов находился на прежней должности.
В 1946 году был назначен на должность старшего преподавателя Военной академии связи имени С. М. Будённого, а в марте 1950 года — на должность преподавателя кафедры тактики Военной академии тыла и снабжения имени В. М. Молотова.
В звании полковника  Александр Матвеевич Кастов  в ноябре 1953 года вышел в отставку.
В настоящее время сведений о последующих годах жизни А.М. Кастова нет.

## Награды
- Орден Ленина;
- Четыре Ордена Красного Знамени;
- Орден Отечественной войны I степени;
- Орден Красной Звезды;
- Медали.